# Stèle de l'âge du fer

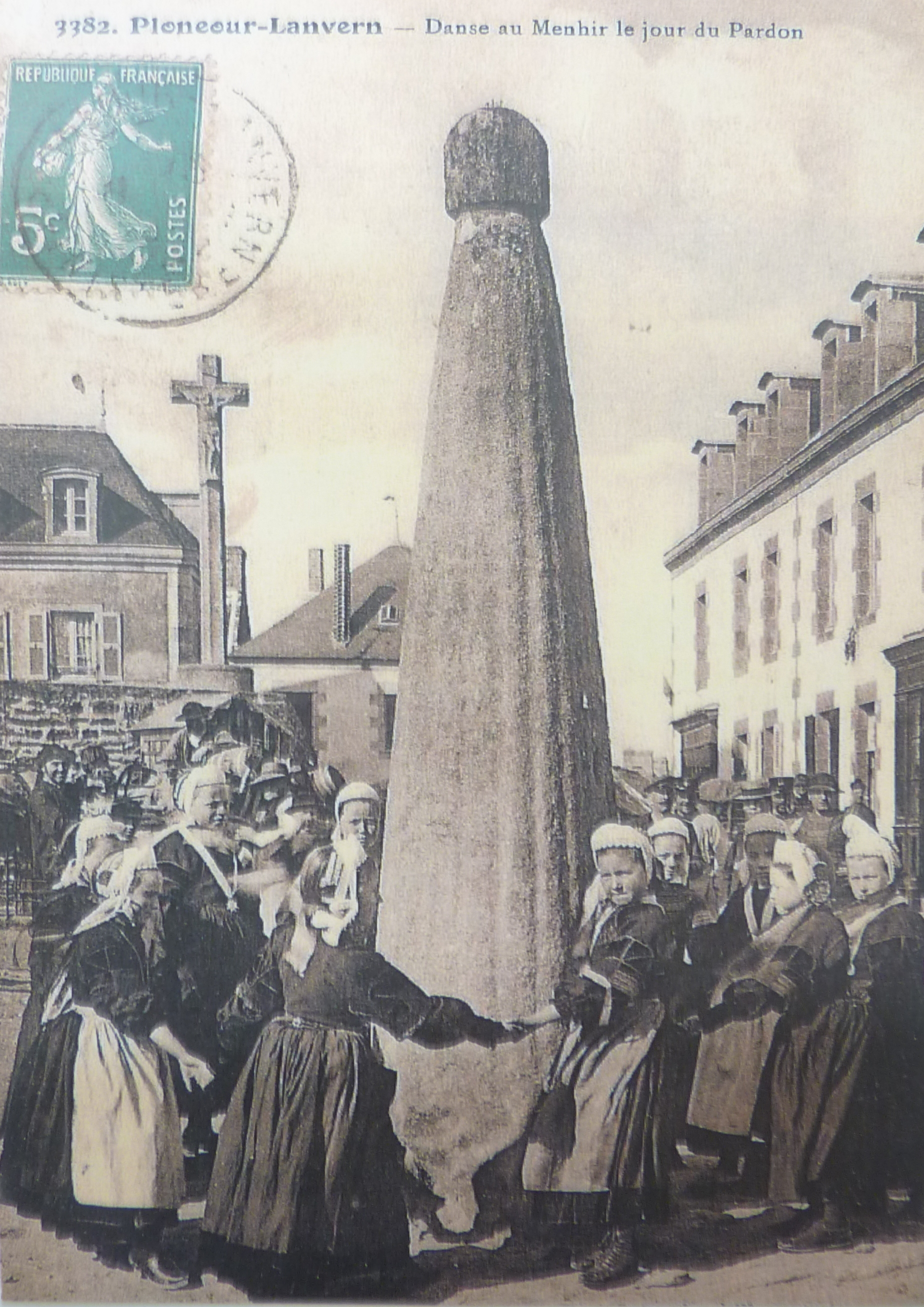
Danse au menhir autour de la stèle de Plonéour-Lanvern, le jour du pardon (carte postale, début du XXe siècle).

Les stèles de l'âge du fer sont des monuments monolithes verticaux taillés, datés de l'âge du fer protohistorique européen, africain et asiatique, donc principalement du dernier millénaire ou des derniers siècles av. J.-C., suivant les aires culturelles.
Ces stèles peuvent être intégralement ou partiellement couvertes d'inscriptions, de symboles, de gravures ou sculptures, voire de peintures. Souvent associées au domaine funéraire et religieux, certaines études envisagent aussi leurs fonctions commémorative ou géographique. Et, bien que celles connues soient essentiellement en pierre, il est admis qu'il en existait dans d'autres matériaux (bois, terre, etc.) aujourd'hui disparus.
Moins connues et étudiées, elles sont parfois confondues avec les menhirs néolithiques issus du mégalithisme, généralement non taillés.

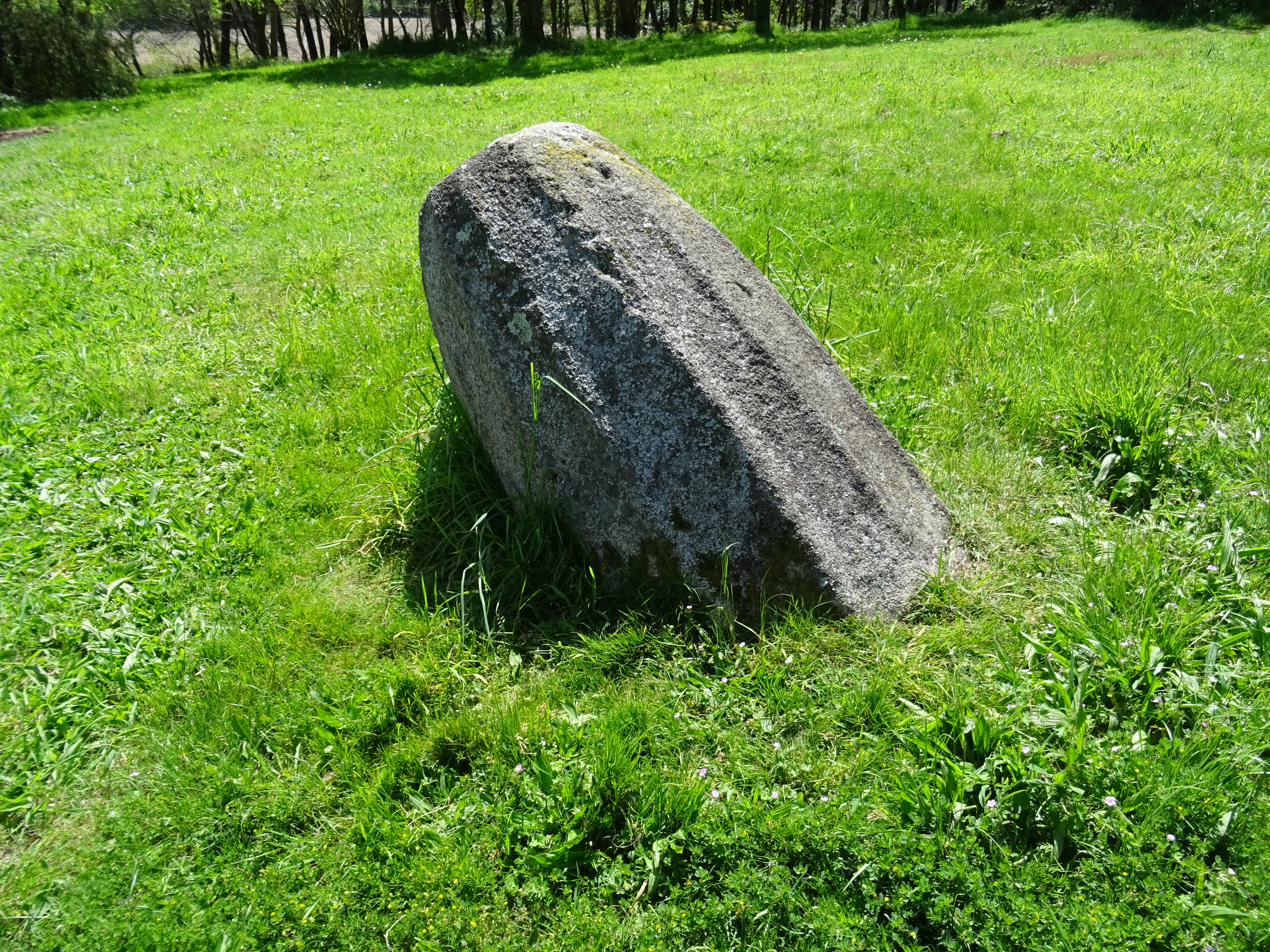
Plovan : la stèle protohistorique de Saint-Kodelig, dite "la motte de beurre".

D'après un inventaire fait en 2014 dans le centre et le sud du Finistère, comprenant 260 stèles identifiées sur les 400 mentionnées par les sources : 

« Une stèle de l’âge du fer est un monument monolithique taillé, en totalité ou en partie. Sa morphologie peut être générée à partir d’un bloc naturel et en trahir la forme originelle ou prendre une forme architecturée. Ce deuxième type de stèle se construit autour d’un axe vertical, il induit une symétrie. Son volume peut être décomposé en trois parties : sommet, fût et embase.

Le sommet est : tronconique, tronc-pyramidal, à calotte sphérique ou hémicylindrique. 

Le fût peut affecter la forme d’un prisme droit, d’un cylindre, d’un hémisphère, d’un ovoïde, d’un tronc de cône ou d’un tronc de pyramide. Les différents volumes du sommet et du fût peuvent se combiner entre eux. La paroi du fût est tantôt galbée ou rectiligne, elle se démarque de l’embase par un épaulement, lorsque cette dernière est brute de taille. Les parois, dans le cas des stèles à section polygonale, se raccordent par un arrondi, un angle droit, épannelé, nervuré ou incisé. Là où les parois peuvent être ornementée(s) de cannelure(s) et ou de motif(s) semblable(s) à la céramique estampée. »

— Grall et Cherel 2014, p. 14.
Couramment identifiés sur simple critère morphologique, certain blocs ont depuis le XIXe siècle bénéficié d'études plus poussées (fouille archéologique, étude géologique, étude comparative et quantitative, étude du contexte) confirmant leurs datations et permettant d'élaborer des hypothèses sur leurs usages culturels.